# Scorpidium
Scorpidium, rod pravih mahovina iz porodice Amblystegiaceae. Tri priznate vrste rasprostranjene su po Euroaziji, Sjevernoj i Južnoj Americi i nekim otocima u Tihom oceanu.
Rod je nekada uključivan u vlastitu porodicu Scorpidiaceae Ignatov & Ignatova, 2004

## Vrste
1. Scorpidium cossonii Hedenäs, 1989
2. Scorpidium revolvens Rubers, 1989
3. Scorpidium scorpioides Limpricht, 1899